# Фьервиль-ле-Парк
Фьерви́ль-ле-Парк (фр. Fierville-les-Parcs) — коммуна во Франции, находится в регионе Нижняя Нормандия. Департамент коммуны — Кальвадос. Входит в состав кантона Бланжи-ле-Шато. Округ коммуны — Лизьё.
Код INSEE коммуны — 14269.

## Население
Население коммуны на 2010 год составляло 222 человека.
| 1962 | 1968 | 1975 | 1982 | 1990 | 1999 | 2010 |
| ---- | ---- | ---- | ---- | ---- | ---- | ---- |
| 130  | 124  | 112  | 121  | 135  | 192  | 222  |

## Экономика
В 2010 году среди 144 человек трудоспособного возраста (15—64 лет) 98 были экономически активными, 46 — неактивными (показатель активности — 68,1 %, в 1999 году было 74,2 %). Из 98 активных жителей работали 94 человека (49 мужчин и 45 женщин), безработных было 4 (0 мужчин и 4 женщины). Среди 46 неактивных 18 человек были учениками или студентами, 18 — пенсионерами, 10 были неактивными по другим причинам.